# Pleuronitis minettii
Pleuronitis minettii är en skalbaggsart som beskrevs av Josso 2011. Pleuronitis minettii ingår i släktet Pleuronitis och familjen bladhorningar. Inga underarter finns listade i Catalogue of Life.